# 곤충왕국 3D
"곤충왕국 3D"는 한국에서 제작된 김정민 감독의 2013년 다큐멘터리 영화이다. 김성주 등이 주연으로 출연하였다.

## 출연

### 주연
- 김성주
- 김민국
- 김민율

## 기타
- 마케팅: 황윤미